# جورجيا جروم
جورجيا جروم (بالإنجليزية: Georgia Groome)‏ هي ممثلة بريطانية، ولدت في 11 فبراير 1992 في المملكة المتحدة.

## وصلات خارجية
- جورجيا جروم على موقع IMDb (الإنجليزية)
- جورجيا جروم على موقع ألو سيني (الفرنسية)
- جورجيا جروم على موقع أول موفي (الإنجليزية)
- جورجيا جروم على موقع قاعدة بيانات الأفلام السويدية (السويدية)
- جورجيا جروم على موقع قاعدة بيانات الفيلم (الإنجليزية)
- جورجيا جروم على موقع كينوبويسك (الروسية)